# Schlacht von Fromelles
Die Schlacht von Fromelles fand im Sommer 1916 an der Westfront des Ersten Weltkrieges statt und endete mit einer Niederlage der First Australian Imperial Force gegen die deutschen Truppen.

## Ausgangslage
Fromelles liegt im Département Nord, 16 km westlich der französischen Großstadt Lille, in der Region Hauts-de-France in Frankreich.  Der damals ruhige Abschnitt der Westfront bei Lille gehörte zum Bereich der 6. deutschen Armee unter Kronprinz Rupprecht von Bayern. Die ganze Aufmerksamkeit der Stäbe richtete sich zu diesem Zeitpunkt auf die Schlacht um Verdun und die Schlacht an der Somme. Der Feindaufklärung der Alliierten war aber nicht entgangen, dass sich dieser deutscherseits schwach ausgestattete Frontabschnitt für einen kleinen Entlastungsangriff mit eventuellem Durchbruch eignen würde.

## Verlauf der Schlacht

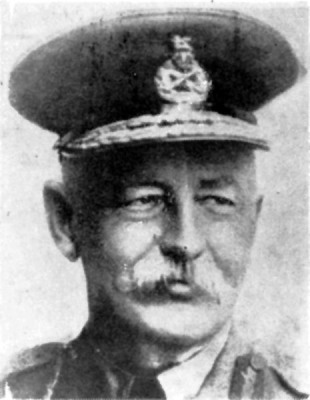
General Richard Haking

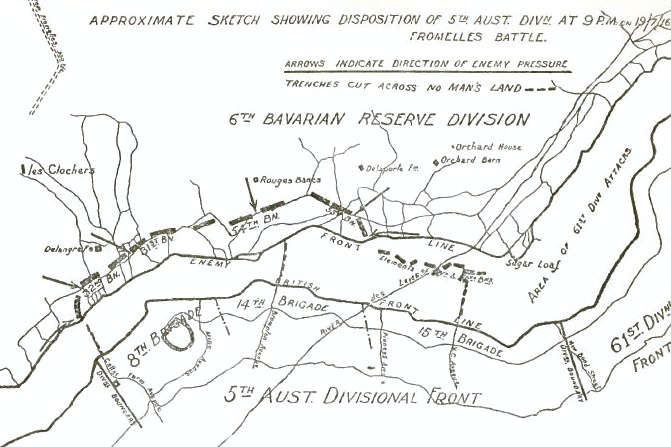
Lage am 19. Juli

Nach dreitägigem schwerem Artilleriefeuer auf den Abschnitt Fromelles griffen die Briten und Australier am Abend des 19. Juli 1916 die Stellungen der Deutschen an. Unter der übergeordneten Führung des XI Corps von General Officer Commanding (GOC) Richard Haking kämpften die gering eingeschätzte 61st (2nd South Midland) Division (Generalmajor Colin Mackenzie) und die unerfahrene 5. australische Division (General James W. McCay) sowie ein Teil der Australian Imperial Force. Gegenüber den Angreifern verteidigte die 6. Bayerischen Reserve-Division (Generalleutnant Scanzoni von Lichtenfels), die mit einem zwar motivierten, aber schlecht ausgebildeten Kriegsfreiwilligenanteil von 30 Prozent eher als mittelmäßig eingestuft war. Der Sturmangriff wurde wider Erwarten zu einem Desaster. Unter relativ geringen Verlusten konnten die Bayern unter Einsatz von Giftgas von ihren gut gesicherten Gräben, Bunkern und MG-Ständen aus, bei zunächst geringfügigen Gebietsverlusten den Angriff stoppen. Am nächsten Tag gelang es ihnen, mit Handgranatentrupps das verlorene Terrain zurückzuerobern.
Im Königlich Bayerisches 16. Reserve-Infanterie-Regiment der 6. Reserve-Division diente zu der Zeit Adolf Hitler als Meldegänger.

## Nachspiel

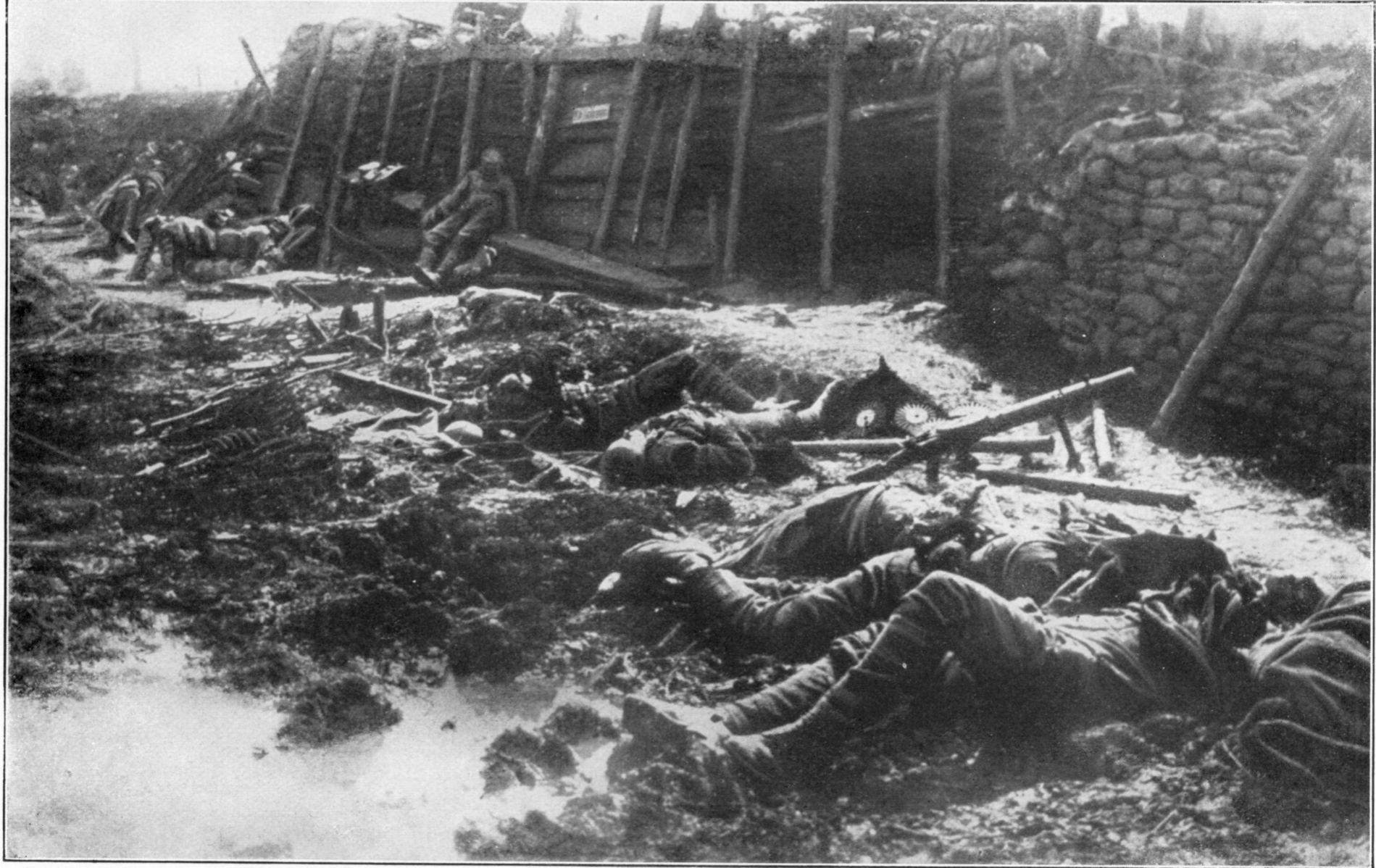
Gefallene britische Soldaten nach deutschem Angriff mit Giftgas während der Schlacht von Fromelles (19. Juli 1916)

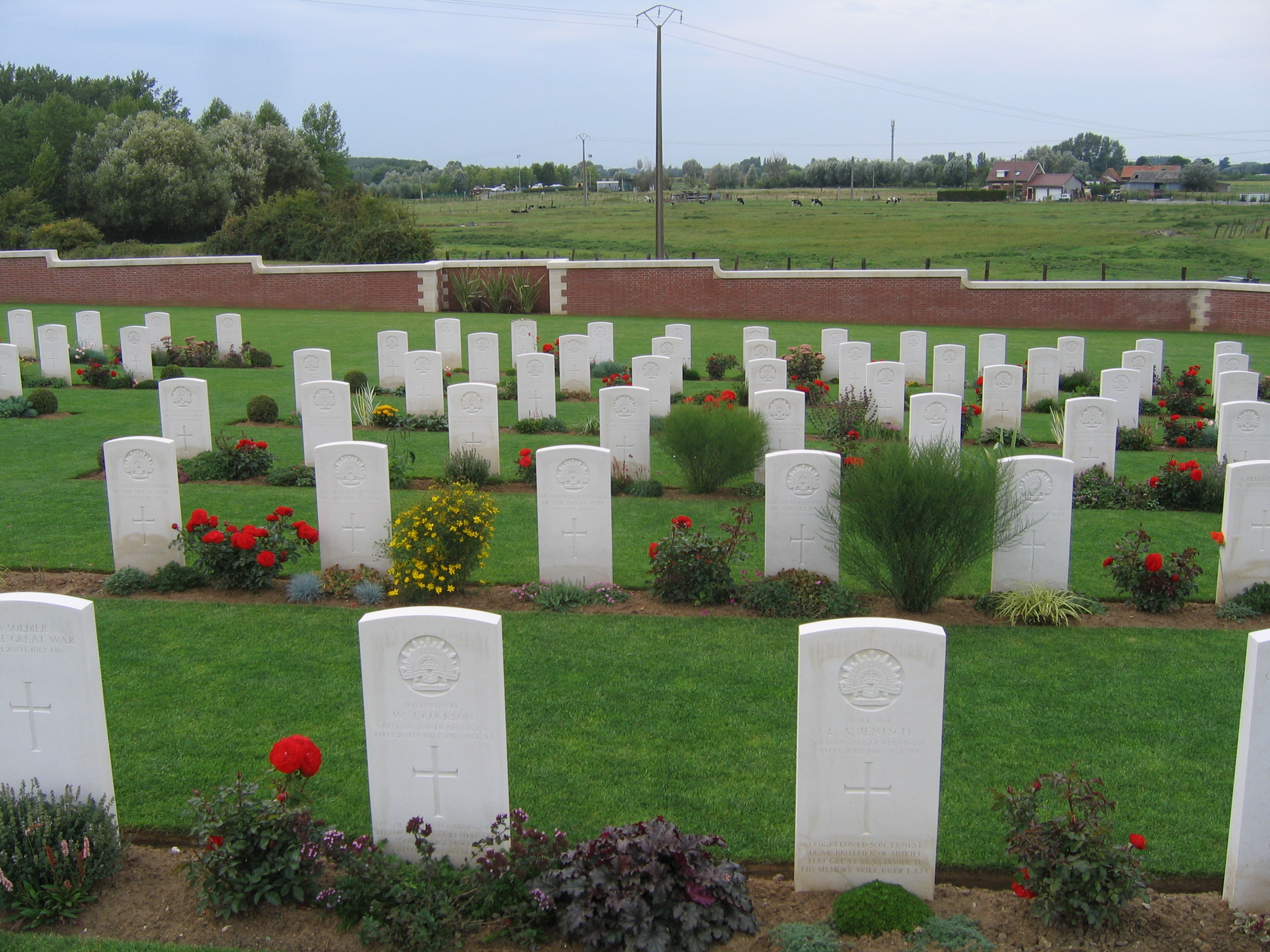
2010 angelegter Friedhof für die gefallenen Australier der AIF

Nie zuvor und danach in der Geschichte der Australischen Streitkräfte hatten sie so hohe Verluste in einer einzigen Kampfhandlung zu beklagen. Von einer Untersuchungskommission wurde die Schuld zu einem großen Teil dem britischen General Richard Haking gegeben, der von den Australiern später abwertend „Butcher Haking“ (Schlächter Haking) genannt wurde. Die Australische Armee hatte in ihren Feldzügen im Burenkrieg, Koreakrieg und in Vietnam insgesamt ungefähr 5300 gefallene Soldaten zu beklagen. Bei der Schlacht von Fromelles wurde diese Zahl innerhalb von 24 Stunden erreicht.

### Verletzungen der Genfer Konvention
Nach der Schlacht beanstandeten beide Kriegsparteien Verstöße gegen die Genfer Konvention. Die Australier behaupteten, dass bayerische Soldaten teilweise auf offensichtlich verwundete Australier geschossen hätten. In einem weiteren Fall hätten die Bayern einen erblindeten Australier zur Belustigung im Kreis laufen lassen und ihn anschließend erschossen. Die Bayern wiederum behaupteten, dass sie bei der Bergung der vielen toten und verwundeten australischen Soldaten beschossen wurden. In einem weiteren Fall am 20. Juli 1916, der bestätigt wurde, ergab sich ein Offizier der 14. Australischen Infanteriebrigade zunächst zwei Soldaten der 6. Reserve-Division und befahl dann seinen Männern, dasselbe zu tun. Die Australier missachteten aber seinen Befehl oder verstanden ihn nicht und erschossen die beiden bayerischen Soldaten.

## Denkmal, Friedhof und Museum
In der Nähe von (bzw. in) Fromelles befinden sich folgende von der Commonwealth War Graves Commission unterhaltene Einrichtungen:
- V.C. Corner Australian Cemetery and Memorial, bis 2010 der einzige CWGC-Friedhof, auf dem nur Australier liegen, und gleichzeitig der einzige, in dem es keine Grabstelen gibt, denn es handelt sich ausschließlich um die Reste von 1918 eingesammelten, unidentifizierbaren Körperteilen ungefähr tausend australischer Soldaten,
- der nur ein paar hundert Meter von 1. entfernte, aber jenseits der Grenze im Département Pas-de-Calais befindliche kleine, sehr schöne Friedhof der rue Pétillon (Le Trou Aid Post Military Cemetery), in dem auch Australier liegen,
- der neue Friedhof Fromelles (Pheasant Wood) Military Cemetery, und
- ein Museum (in Fromelles) für die gefallenen Söhne Australiens in der Schlacht von Fromelles im Ersten Weltkrieg.

Das Pheasant Wood Military Cemetery der Commonwealth Graves Commission wurde am 19. Juli 2010, dem 94. Jahrestag des Beginns der Schlacht, eingeweiht. Gleichzeitig wurden die sterblichen Überreste des letzten der 250 von den bayerischen Gegnern in mehreren, vor dem Pheasant Wood quasi im Schatten der Pfarrkirche ausgehobenen, Bruderschaftsgräbern inhumierten australischen Soldaten im Beisein von Charles, Prince of Wales sowie christlicher Geistlicher, eines Rabbi und der damaligen australischen Generalgouverneurin mit militärischen Ehren beigesetzt, wobei der Thronfolger mit entblößtem Haupte hinter der Lafette herschritt. Die bis dahin identifizierten Toten erhielten, wie üblich, eine Grabstele mit dem Abzeichen der australischen Streitkräfte und darunter Namen, Dienstgrad, Lebensdaten und einer Widmung ihrer Hinterbliebenen. Bei Zugehörigkeit zu einer christlichen Glaubensgemeinschaft trägt der Stein auch das Kreuzzeichen. Die Stelen der nicht identifizierten Toten tragen, ebenfalls wie üblich, die Aufschrift „Known unto God“.